# Scolopendra attemsi
Scolopendra attemsi är en mångfotingart som beskrevs av Lewis, Minelli och Shelley 2006. Scolopendra attemsi ingår i släktet Scolopendra och familjen Scolopendridae. Inga underarter finns listade i Catalogue of Life.